# Bayport
Bayport es un lugar designado por el censo ubicado en el condado de Hernando, Florida, Estados Unidos. Según el censo de 2020, tiene una población de 45 habitantes.
En los Estados Unidos, un lugar designado por el censo (traducción literal de la frase en inglés census-designated place, CDP) es una concentración de población identificada por la Oficina del Censo de los Estados Unidos exclusivamente para fines estadísticos.
En este caso se trata de una diminuta comunidad costera dependiente de la ciudad de Spring Hill.

## Geografía
Está ubicado en las coordenadas 28°32′35″N 82°38′38″O / 28.54306, -82.64389 (28.543064, -82.644015). Según la Oficina del Censo de los Estados Unidos, tiene una superficie total de 1.67 km², de la cual 1.49 km² corresponden a tierra firme y 0.18 km² son agua.

## Demografía
Según el censo de 2020, hay 45 personas residiendo en Bayport. La densidad de población es de 30.20 hab./km². El 93.33% de los habitantes son blancos, el 2.22% son de otras razas y el 4.44% son de una mezcla de razas. Del total de la población, el 2.22% son hispanos o latinos de cualquier raza.